# Herb Mikstatu
Herb Mikstatu – jeden z symboli miasta Mikstat i gminy Mikstat w postaci herbu.

## Wygląd i symbolika
Herb przedstawia na czerwonej tarczy srebrną lilię podwójną ze złotą przepaską
Herb nawiązuje do herbu szlacheckiego Gozdawa.

## Historia
Najstarszy zachowany odcisk pieczęci miejskiej z wizerunkiem herbowym pochodzi z 1628 roku. Pieczęć ta zawierałą także napis: SIGILLVM OPPIDI MIXTAT.